# Barcelona Ladies Open
A Barcelona Ladies Open évente megrendezett tenisztorna volt nők számára Barcelonában. A mérkőzéseket salakon, szabadtéren játszották. A verseny az International tornák közé tartozott, összdíjazása 220 000 dollár volt.
Első alkalommal 2003-ban rendezték meg, akkor még az ITF égisze alatt. A pénzdíj jelentős megemelésének köszönhetően 2007-ben került be a WTA-tornák közé mint Tier IV-es verseny, s 2009-től International kategóriájú volt. Az utolsó versenyt 2012-ben rendezték.
Az utolsó győztes az olasz Sara Errani volt.

## Döntők
| WTA |
| ITF |

### Egyéni
| Év   | Győztes             | Ellenfél a döntőben         | Eredmény a döntőben |
| ---- | ------------------- | --------------------------- | ------------------- |
| 2012 | Sara Errani         | Dominika Cibulková          | 6–2, 6–2            |
| 2011 | Roberta Vinci       | Lucie Hradecká              | 4–6, 6–2, 6–2       |
| 2010 | Francesca Schiavone | Roberta Vinci               | 6–1, 6–1            |
| 2009 | Roberta Vinci       | Marija Kirilenko            | 6–0, 6–4            |
| 2008 | Marija Kirilenko    | María José Martínez Sánchez | 6–0, 6–2            |
| 2007 | Meghann Shaughnessy | Gallovits Edina             | 6–3, 6–2            |
| 2006 | Tathiana Garbin     | Jekatyerina Ivanova         | 6–3, 7–5            |
| 2005 | Kateřina Böhmová    | María Sánchez Lorenzo       | 3–6, 6–3, 7–5       |
| 2004 | Laura Pous Tió      | Cvetana Pironkova           | 4–6, 7–5, 6–2       |
| 2003 | Marta Fraga         | Ana Ivanović                | 6–4, 5–7, 6–4       |

### Páros
| Év   | Győztes                                              | Ellenfél a döntőben                                    | Eredmény a döntőben  |
| ---- | ---------------------------------------------------- | ------------------------------------------------------ | -------------------- |
| 2012 | Sara Errani Roberta Vinci                            | Flavia Pennetta Francesca Schiavone                    | 6–0, 6–2             |
| 2011 | Iveta Benešová Barbora Záhlavová-Strýcová            | Natalie Grandin Vladimíra Uhlířová                     | 5–7, 6–4, [11–9]     |
| 2010 | Sara Errani Roberta Vinci                            | Bacsinszky Tímea Tathiana Garbin                       | 6–1, 3–6, [10–2]     |
| 2009 | Nuria Llagostera Vives María José Martínez Sánchez   | Sorana Cîrstea Andreja Klepač                          | 3–6, 6–2, [10–8]     |
| 2008 | Lourdes Domínguez Lino Arantxa Parra Santonja        | Nuria Llagostera Vives María José Martínez Sánchez     | 4–6, 7–5, [10–4]     |
| 2007 | Nuria Llagostera Vives Arantxa Parra Santonja        | Lourdes Domínguez Lino Flavia Pennetta                 | 7–6(3), 2–6, [12–10] |
| 2006 | Klaudia Jans Alicja Rosolska                         | Gallovits Edina Vanessa Henke                          | 6–1, 6–2             |
| 2005 | Lourdes Domínguez Lino María Antonia Sánchez Lorenzo | Conchita Martínez Granados María José Martínez Sánchez | 7–5, 6–7(4), 7–6(3)  |
| 2004 | Lourdes Domínguez Lino Laura Pous Tió                | Nyina Bratcsikova Jekatyerina Kozsokina                | 6–4, 7–6(4)          |
| 2003 | Marta Fraga Adriana González Peñas                   | Nuria Roig Julija Vakulenko                            | 6–3, 6–3             |